# Archie Manning
Elisha Archibald Manning III, detto Archie (Drew, 19 maggio 1949), è un ex giocatore di football americano statunitense che ha militato nel ruolo di quarterback per la maggior parte della carriera con i New Orleans Saints della National Football League (NFL). È il padre dell'ex quarterback di Indianapolis Colts e Denver Broncos Peyton Manning, dell'ex quarterback dei New York Giants Eli Manning e dell'ex ricevitore dell'Università del Mississippi Cooper Manning e il nonno del quarterback dei Texas Longhorns Arch Manning.

## Carriera professionistica
Dopo una straordinaria carriera nel football universitario con gli Ole Miss Rebels dell'Università del Mississippi, Manning fu scelto dai New Orleans Saints come secondo assoluto nel Draft NFL 1971.

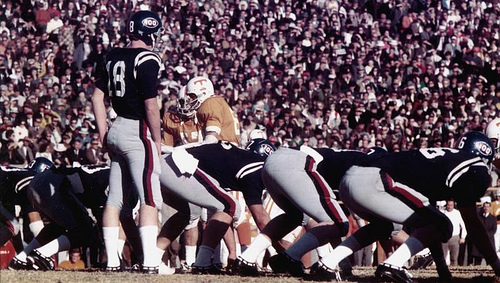
Manning ai tempi dell'Università

Manning giocò coi Saints per dieci stagioni e fu una delle poche note liete di quegli anni in una franchigia costantemente agli ultimi posti della NFL. Mentre giocava a New Orleans, i Saints conclusero nove stagioni con un record negativo e solo una volta arrivarono a un bilancio di vittorie vicino al 50% (1979). Tuttavia, Manning era molto rispettato dai colleghi nella lega. Per esempio, Archie subì ben 340 sack. Secondo lo scrittore di Sports Illustrated Paul Zimmerman, gli uomini delle linee difensive avversarie, "Jack Youngblood in particolare," erano noti per riuscire facilmente ad avventarsi su Manning, difeso poveramente dalla propria linea offensiva, e cercavano di non colpirlo troppo duro.

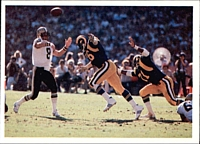
Un passaggio di Manning contro i L.A. Rams nel 1980

Da parte sua, Manning sembrò apprezzare la gentilezza di Youngblood, dicendo al Los Angeles Times, il 23 settembre 1974 "I quattro della linea difensiva dei Rams sono i migliori che abbia mai affrontato. Devo dire che Youngblood era abbastanza gentile da aiutare a rialzarmi ogni volta che mi scaraventava (col sedere) a terra." Today, Manning scherzò sul fatto che la carriera di Youngblood non sarebbe stata così di successo se non ci fosse stato lui "Dovrei essere io a presentarlo. Non sarebbe dentro [la Hall of Fame] se non ci fossi stato io su cui mettere a segno i sack."
Nel 1972, Manning guidò la lega in passaggi tentati e completati e la National Football Conference in yard passate, anche se il record della squadra fu solo 2–11–1. Archie non disputò l'intera stagione 1976 dopo un'operazione chirurgica alla sua spalla destra. Nel 1978 fu nominato giocatore della NFC dell'anno da UPI dopo aver guidato i Saints a un record di 7–9. Quello stesso anni, Archie fu inserito nella formazione ideale della NFC sia da UPI che da The Sporting News.
Manning fu convocato per il Pro Bowl nel 1978 e 1979. La sua carriera si concluse con gli Houston Oilers (1982–1983) e i Minnesota Vikings (1983–1984). Nei suoi tredici anni nella NFL completò 2.011 passaggi su 3,642 per 23.911 yard, 125 touchdown e 173 intercetti subiti. Corse inoltre per 2.197 yard e 18 touchdown. I suoi 2.011 passaggi completati al momento del ritiro lo collocarono al 17º posto nella storia della lega. Il suo record come titolare fu di 35–101–3 (26,3%), il peggior nella storia della NFL tra i quarterback con almeno cento presenze da titolare. Si ritirò senza aver mai giocato per una squadra che avesse raggiunto un record positivo o raggiunto i playoff.

## Palmarès
- Convocazioni al Pro Bowl: 2

1978, 1979
- Numero 18 ritirato dagli Ole Miss Rebels
- College Football Hall of Fame